# Lipoproteína de baixa densidade
A lipoproteína de baixa densidade (em inglês: Low Density Lipoprotein - LDL) faz parte da família das lipoproteínas. É popularmente denominada colesterol ruim (português brasileiro) ou colesterol mau (português europeu) porque em altas taxas ela está relacionada com a aterosclerose e, portanto, está também indiretamente relacionada ao infarto e AVC, por exemplo.
Em geral, o LDL transporta colesterol e triglicerídeos do fígado e intestino delgado às células e tecidos que estão necessitando destas substâncias.

## Faixas recomendadas
A Associação Americana do Coração, NIH e NCEP relacionam os níveis de colesterol LDL em jejum aos riscos de doenças cardíacas:
| Nível mg/dL | Nível mmol/L | Interpretação                                                                      |
| ----------- | ------------ | ---------------------------------------------------------------------------------- |
| <100        | <2,6         | Nível ideal de colesterol LDL, correspondente a risco diminuído de doença cardíaca |
| 100 a 129   | 2,6 a 3,3    | Nível próximo ao ideal                                                             |
| 130 a 159   | 3,3 a 4,1    | Nível limítrofe                                                                    |
| 160 a 189   | 4,1 a 4,9    | Nível alto de LDL                                                                  |
| >190        | >4,9         | Nível muito alto de LDL, correspondendo a um risco maior de doenças cardíacas      |